# Перейра, Федерико Эрнан
Федери́ко Эрна́н Пере́йра (исп. Federico Hernán Pereyra, род. 4 января 1989, Рио-Куарто, Кордова) — аргентинский футболист, защитник клуба «Сан-Луис Кильота».

## Биография
Первым профессиональным клубом был испанский клуб Сегунды B «Вилья» (до того играл за «Андрайч» в региональной лиге Каталонии). В течение своей карьеры выступал за кипрский «АСИЛ», испанский «Серро Рейес», клубы из низших лиг Аргентины «Сентраль Кордова» из Сантьяго-дель-Эстеро, «Хувентуд Унида Университарио» из города Сан-Луис и «Тристан Суарес», а также за боливийские «Блуминг» и «Стронгест». В составе «Стронгест» в 2016 году участвовал в матчах Кубка Либертадорес.
В сентябре 2016 года подписал контракт с кропивницкой «Звездой». В чемпионате Украины дебютировал 11 сентября 2016 года, выйдя в стартовом составе в домашнем матче против львовских «Карпат». В первые полгода пребывания в кропивницком клубе стал одним из лидеров и капитаном команды, однако по окончании сезона принял предложение Дарио Друди (который инициировал и его переход в «Звезду») и перебрался во львовские «Карпаты». Провёл за львовян 4 матча, а уже в зимнее межсезонье перешёл в чилийский «Уачипато». В январе 2020 года перешёл в «Кокимбо Унидо» в рамках активной трансферной кампании (клуб приобрёл более 20 игроков).

## Семья
Брат — Гильермо Перейра — также профессиональный футболист.

## Достижения
- Серебряный призёр чемпионата Боливии: Клаусура 2016